# マールテン・トロンプ

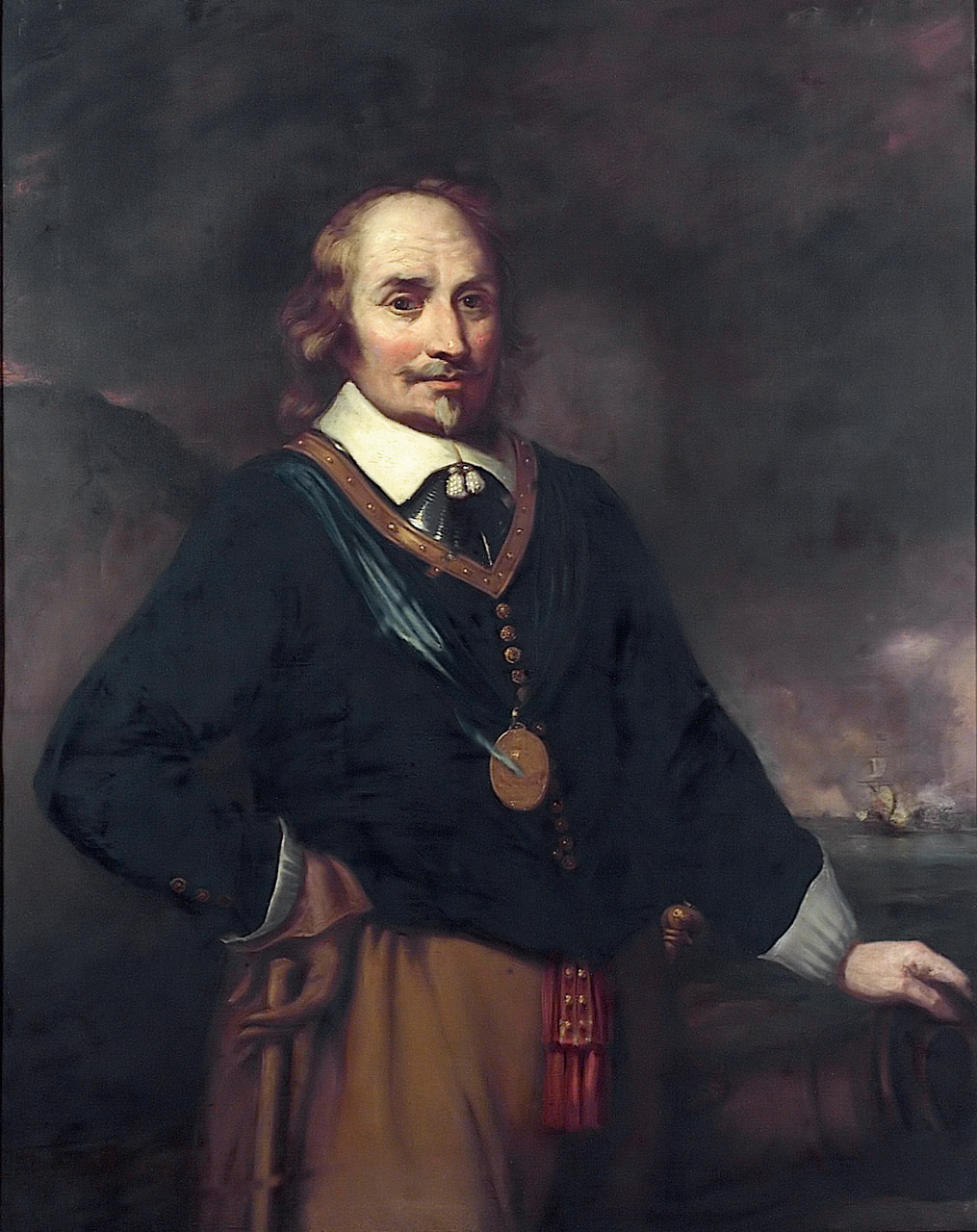
マールテン・トロンプ

マールテン・ハーペルソン・トロンプ（Maarten Harpertszoon Tromp, 1598年4月23日 - 1653年8月10日）は、オランダの軍人、海軍提督。息子は同じく提督のコルネリス・トロンプ。

## 生涯
ブリエルに生まれる。父はオランダ海軍の艦長ハルベルト・トロンプで、父に連れられて幼少の頃から船に乗っていたが、イギリス人の海賊に父を殺され、二年の捕虜暮らしの後にオランダ海軍に入る。海軍ではその温厚で実直な人柄と優れたシーマンシップによって急速に昇進し、オランダ本国艦隊の旗艦艦長を経て、最終的にオランダ本国艦隊最高司令官に就任した。

### 八十年戦争
八十年戦争では1639年にダンケルクの海戦（英: Action of 18 February 1639）でスペイン艦隊を破り、同年のダウンズの海戦で上陸軍を含むスペイン・ポルトガルの大艦隊を撃破した。

### 英蘭戦争
第一次英蘭戦争では1652年5月29日にドーバー沖でトロンプ提督のオランダ艦隊とロバート・ブレイク提督のイングランド艦隊が衝突して開戦の口火が切られるが（ドーバーの海戦）、この時は引き分けに終わりトロンプは一時司令官職を解任され、後任としてウィット提督が任命されたが、ケンティッシュ・ノックの海戦でブレイクに敗北を喫したことでトロンプは復職した。同年12月のダンジュネスの海戦ではブレイク艦隊と再戦して勝利し、オランダに制海権を取り戻した。
しかし、1653年2月から3月にかけて生じたポートランド沖海戦で、ジョージ・マンク提督が率いるイギリス艦隊の前にトロンプは大敗し、オランダは制海権を失った。6月のガッバードの海戦（ノースフォアランドの海戦）でもブレイクに代わって指揮を執ったマンク艦隊に再び敗れて、オランダ沿岸の封鎖を許すこととなった。更に8月には再建途中のオランダ艦隊がマンク艦隊に発見されシェヴェニンゲンの海戦（テル・ヘイデの海戦）が起こり、激戦の末にオランダ艦隊は大きな被害を出しトロンプも戦死したが、イギリス艦隊の損害も大きく沿岸封鎖を続けることは出来なくなった。
トロンプ死後の1654年、ウェストミンスター条約が成立し第一次英蘭戦争は終結した。オランダ艦隊はトロンプの下で戦歴を積んだミヒール・デ・ロイテルが引き継ぎ、次の戦争を迎えることとなった。